# Anthalia
Anthalia is een geslacht van insecten uit de familie van de Hybotidae, die tot de orde tweevleugeligen (Diptera) behoort.

## Soorten
Deze lijst van 13 stuks is mogelijk niet compleet.
- A. beatricella Chandler, 1992
- A. brevicornis (Strobl, 1899)
- A. bulbosa (Melander, 1902)
- A. femorata Melander, 1928
- A. flava Coquillett, 1903
- A. gilvihirtus (Coquillett, 1903)
- A. inornata Melander, 1928
- A. interrupta Melander, 1928
- A. lacteipennis Melander, 1928
- A. mandalota Melander, 1928
- A. scutellaris Melander, 1928
- A. schoenherri Zetterstedt, 1838
- A. stigmalis Coquillett, 1903